# Linea principale Nemuro
La linea principale Nemuro (根室本線?, Nemuro-honsen) è la più lunga linea ferroviaria nella prefettura di Hokkaidō, ed è gestita da JR Hokkaido.
Essa è la principale arteria ferroviaria verso l'est dell'isola; si origina dalla linea principale Hakodate a Takikawa e passando per città quali Furano, Obihiro e Kushiro, giunge infine a Nemuro, città che dà il nome all'intera ferrovia.

## Tracciato
La linea si origina a Takikawa, una città di medie dimensioni nella sottoprefettura di Sorachi che si trova sulla linea principale Hakodate. Da qui prosegue in direzione sud-est, toccando altre città della sottoprefettura, ossia Akabira e Ashibetsu. Il tracciato raggiunge quindi Furano, nella sottoprefettura di Kamikawa, dove nella linea si immette la linea Furano. Fra Furano e Shintoku la linea attraversa una zona montuosa per passare nella sottoprefettura di Tokachi; qui si incontra con la linea Sekishō.
La linea attraversa la regione del Tokachi nella sua interezza, passando anche attraverso il capoluogo Obihiro, oltre che per vari centri di media importanza quali Shimizu, Memuro e Ikeda.
In prossimità di Urahoro, al confine con la sottoprefettura di Kushiro, la linea principale Nemuro cambia direzione, puntando a nordest. Da qui fino ad Akkeshi la linea sarà per vari tratti parallela all'Oceano Pacifico. 

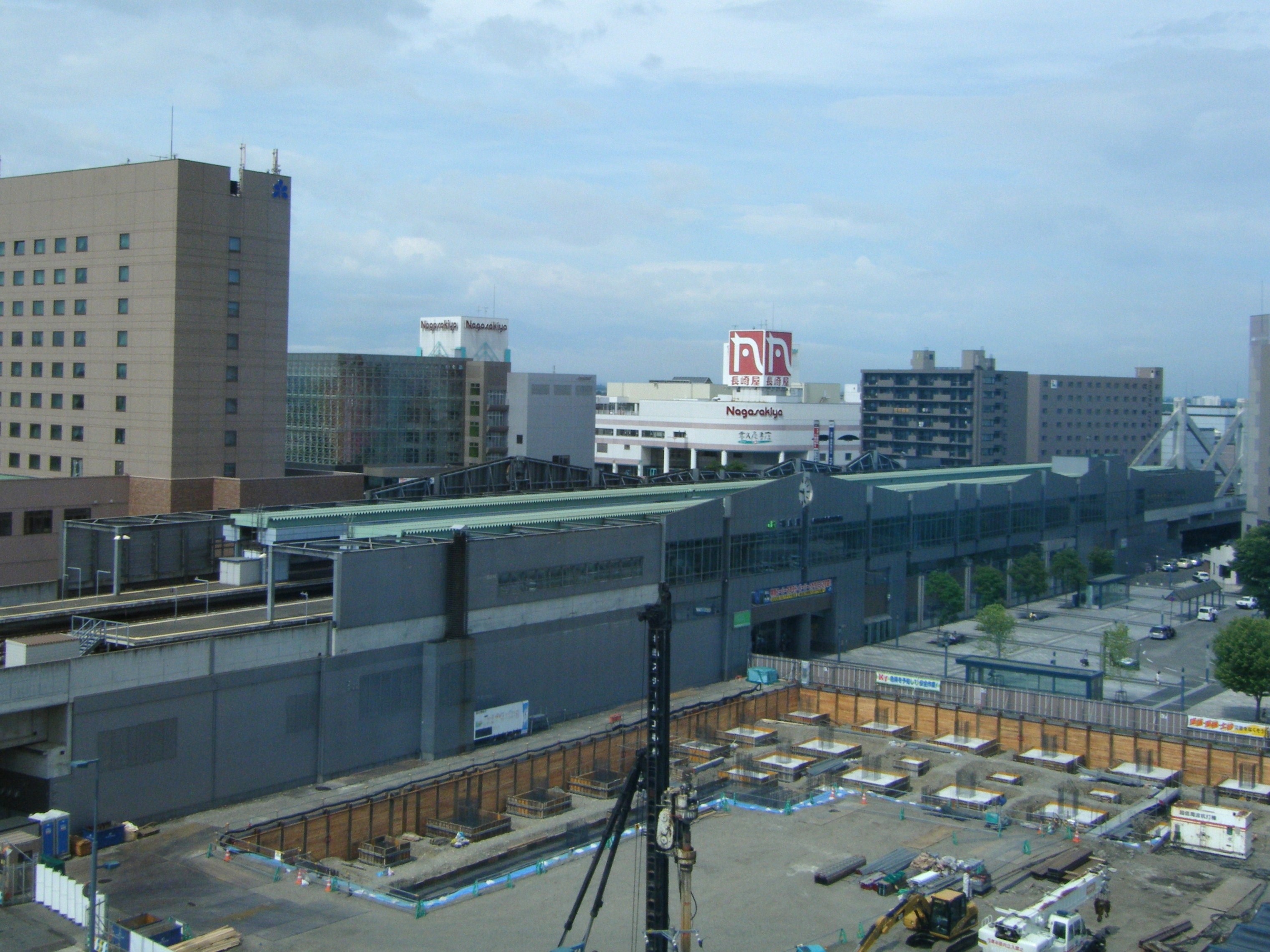
La stazione di Obihiro

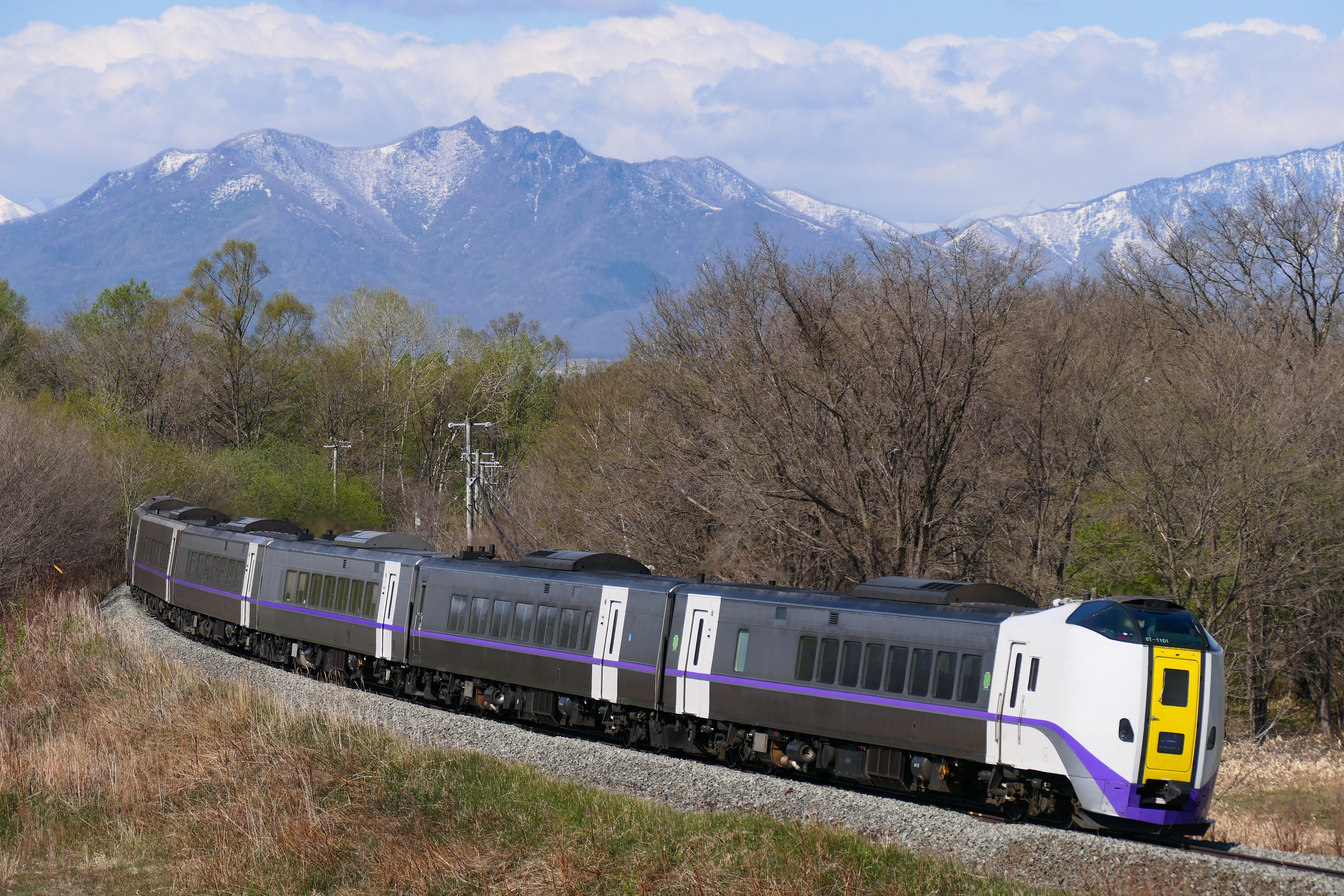
L'espresso Ōzora fra Taisei e Memuro

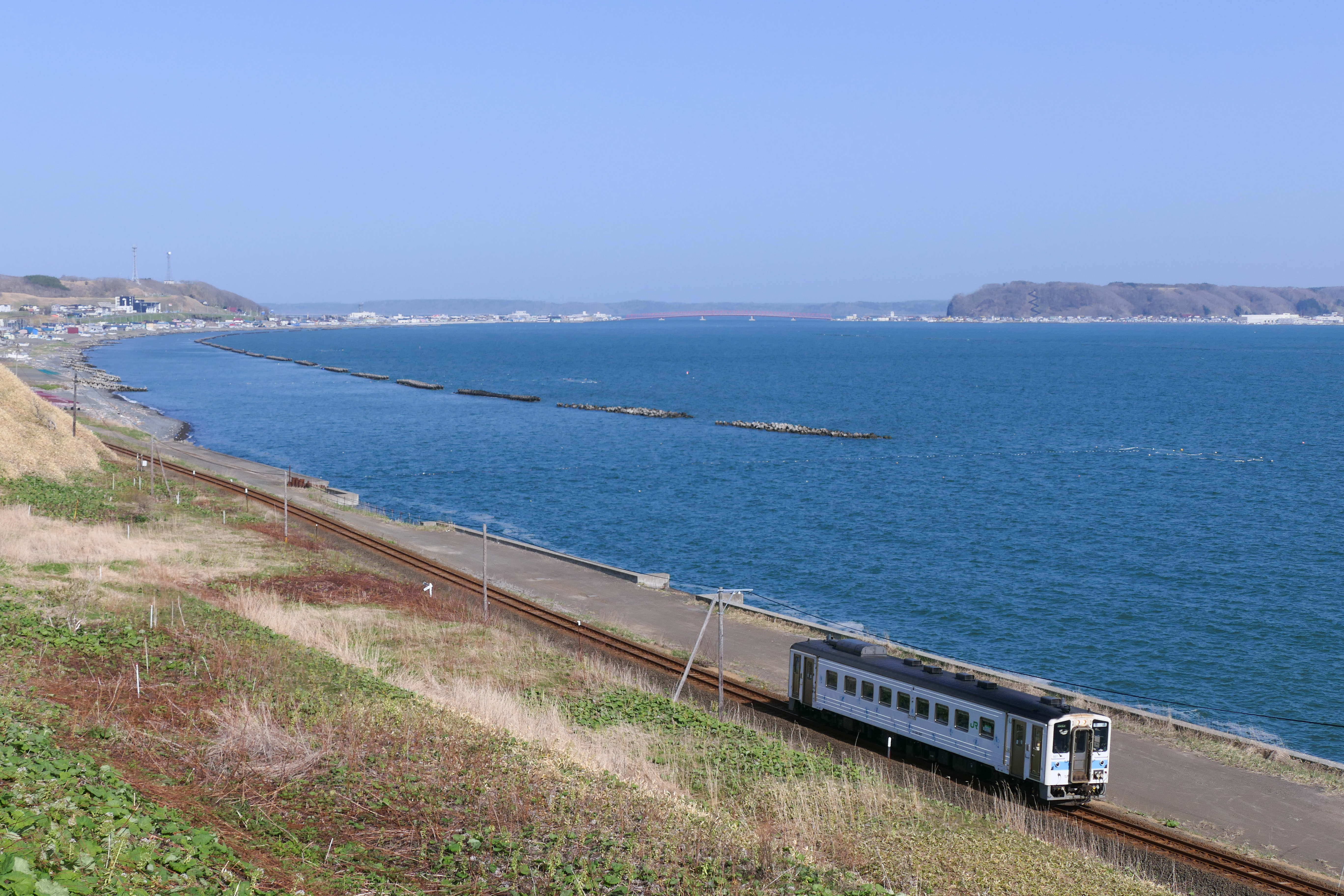
Un treno locale in servizio fra Nemuro e Kushiro.

La ferrovia raggiunge la principale città nell'est dell'isola, Kushiro, dalla cui stazione di Higashi-Kushiro si diparte la linea principale Senmō.
Da qui la linea raggiunge infine la penisola su cui sorge Nemuro, la città più ad est dell'intero Giappone.

## Storia
Il primo segmento di una linea ferroviaria verso l'est dell'isola fu costruito nel 1899, fra Asahikawa e Biei, ad opera delle Ferrovie del governo dell'Hokkaido  (北海道官設鉄道?, Hokkaido Kansetsu Tetsudo). Negli anni successivi venne ampliata gradualmente, raggiungendo Furano nel 1900 e Kushiro nel 1907. Nel 1913 aprì la porzione di linea fra Takikawa e Furano, che accorciava il transito fra l'est dell'isola e Sapporo; di conseguenza, il segmento fra Asahikawa e Furano, che costituiva fino ad allora l'inizio della linea, venne rinominato linea Furano.
Nel 1921 la ferrovia raggiunse l'odierno capolinea di Nemuro.
Nel 1981 aprì la linea Sekishō, che collegandosi alla linea principale Nemuro a Shintoku costituisce un'alternativa più veloce all vecchio tracciato della linea per raggiungere la zona di Sapporo.

## Treni
In seguito all'apertura della linea Sekisho, il segmento fra Takikawa e Shintoku è ora poco trafficato, ed è percorso soltanto da treni locali ogni 1-2 ore, oltre che dal rapido Karikachi.
A Shintoku si immettono sulla ferrovia tutti i treni provenienti dalla linea Sekisho, e quindi da Sapporo, fra i quali gli espressi Super Ōzora, che fa la spola fra il capoluogo prefetturale e Kushiro, il Marimo, un treno notturno che compie il medesimo tragitto, il Tokachi e il Super Tokachi, entrambi in servizio fra Sapporo e Obihiro. Anche su questa sezione viene effettuato un servizio locale, con un treno ogni 1-2 ore.
Infine, fra Kushiro e Nemuro la linea assume di nuovo un carattere locale, essendo percorsa esclusivamente da treni locali o rapidi (ossia il Nosappu e l'Hanasaki, che percorrono questa tratta una volta al giorno).

## Stazioni
Le stazioni da Musa a Nemuro non sono numerate.
| Nr. | Stazione         | Nome in lingua originale | Distanza da Takikawa | Coincidenze                                                           | Posizione (tutte le stazioni si trovano nella prefettura di Hokkaidō) |
| --- | ---------------- | ------------------------ | -------------------- | --------------------------------------------------------------------- | --------------------------------------------------------------------- |
| A21 | Takikawa         | 滝川駅                   | 0,0 km               | Hokkaido Railway Company (JR Hokkaido): - ■ Linea principale Hakodate | Takikawa                                                              |
| T22 | Higashi-Takikawa | 東滝川駅                 | 7,2 km               |                                                                       | Takikawa                                                              |
| T23 | Akabira          | 赤平駅                   | 13,7 km              |                                                                       | Akabira                                                               |
| T24 | Moshiri          | 茂尻駅                   | 17,2 km              |                                                                       | Akabira                                                               |
| T25 | Hiragishi        | 平岸駅                   | 20,7 km              |                                                                       | Akabira                                                               |
| T26 | Ashibetsu        | 芦別駅                   | 26,6 km              |                                                                       | Ashibetsu                                                             |
| T27 | Kami-Ashibetsu   | 上芦別駅                 | 30,5 km              |                                                                       | Ashibetsu                                                             |
| T28 | Nokanan          | 野花南駅                 | 35,2 km              |                                                                       | Ashibetsu                                                             |
| T30 | Furano           | 富良野駅                 | 54,6 km              | JR Hokkaido: - ■ Linea Furano                                         | Furano                                                                |
| T31 | Nunobe           | 布部駅                   | 60,9 km              |                                                                       | Furano                                                                |
| T32 | Yamabe           | 山部駅                   | 66,7 km              |                                                                       | Furano                                                                |
| T33 | Shimo-Kanayama   | 下金山駅                 | 74,7 km              |                                                                       | Minamifurano                                                          |
| T34 | Kanayama         | 金山駅                   | 81,6 km              |                                                                       | Minamifurano                                                          |
| T35 | Higashi-Shikagoe | 東鹿越駅                 | 94,8 km              |                                                                       | Minamifurano                                                          |
| T36 | Ikutora          | 幾寅駅                   | 98,8 km              |                                                                       | Minamifurano                                                          |
| T37 | Ochiai           | 落合駅                   | 108,2 km             |                                                                       | Minamifurano                                                          |
| K23 | Shintoku         | 新得駅                   | 136,3 km             | JR Hokkaido: - ■ Linea Sekishō                                        | Shintoku                                                              |
| K24 | Tokachi-Shimizu  | 十勝清水駅               | 145,4 km             |                                                                       | Shimizu                                                               |
| K26 | Mikage           | 御影駅                   | 155,9 km             |                                                                       | Shimizu                                                               |
| K27 | Memuro           | 芽室駅                   | 166,5 km             |                                                                       | Memuro                                                                |
| K28 | Taisei           | 大成駅                   | 168,6 km             |                                                                       | Memuro                                                                |
| K29 | Nishi-Obihiro    | 西帯広駅                 | 173,4 km             |                                                                       | Obihiro                                                               |
| K30 | Hakurindai       | 柏林台駅                 | 176,6 km             |                                                                       | Obihiro                                                               |
| K31 | Obihiro          | 帯広駅                   | 180,1 km             |                                                                       | Obihiro                                                               |
| K32 | Satsunai         | 札内駅                   | 184,9 km             |                                                                       | Makubetsu                                                             |
| K34 | Makubetsu        | 幕別駅                   | 194,3 km             |                                                                       | Makubetsu                                                             |
| K35 | Toshibetsu       | 利別駅                   | 200,8 km             |                                                                       | Ikeda                                                                 |
| K36 | Ikeda            | 池田駅                   | 204,3 km             |                                                                       | Ikeda                                                                 |
| K37 | Tōfutsu          | 十弗駅                   | 212,8 km             |                                                                       | Toyokoro                                                              |
| K38 | Toyokoro         | 豊頃駅                   | 218,2 km             |                                                                       | Toyokoro                                                              |
| K39 | Shin-Yoshino     | 新吉野駅                 | 225,3 km             |                                                                       | Urahoro                                                               |
| K40 | Urahoro          | 浦幌駅                   | 231,7 km             |                                                                       | Urahoro                                                               |
| K42 | Atsunai          | 厚内駅                   | 250,1 km             |                                                                       | Urahoro                                                               |
| K45 | Onbetsu          | 音別駅                   | 265,1 km             |                                                                       | Kushiro                                                               |
| K47 | Shiranuka        | 白糠駅                   | 281,1 km             |                                                                       | Shiranuka                                                             |
| K48 | Nishi-Shoro      | 西庶路駅                 | 286,5 km             |                                                                       | Shiranuka                                                             |
| K49 | Shoro            | 庶路駅                   | 288,6 km             |                                                                       | Shiranuka                                                             |
| K50 | Ōtanoshike       | 大楽毛駅                 | 299,0 km             |                                                                       | Kushiro                                                               |
| K51 | Shin-Ōtanoshike  | 新大楽毛駅               | 300,8 km             |                                                                       | Kushiro                                                               |
| K52 | Shin-Fuji        | 新富士駅                 | 305,7 km             |                                                                       | Kushiro                                                               |
| K53 | Kushiro          | 釧路駅                   | 308,4 km             |                                                                       | Kushiro                                                               |
| B54 | Higashi-Kushiro  | 東釧路駅                 | 311,3 km             | JR Hokkaido: - ■ Linea principale Senmō                               | Kushiro                                                               |
|     | Musa             | 武佐駅                   | 312,5 km             |                                                                       | Kushiro                                                               |
|     | Beppo            | 別保駅                   | 317,0 km             |                                                                       | Kushiro (borgo)                                                       |
|     | Kami-Oboro       | 上尾幌駅                 | 331,7 km             |                                                                       | Akkeshi                                                               |
|     | Oboro            | 尾幌駅                   | 340,9 km             |                                                                       | Akkeshi                                                               |
|     | Monshizu         | 門静駅                   | 350,1 km             |                                                                       | Akkeshi                                                               |
|     | Akkeshi          | 厚岸駅                   | 355,0 km             |                                                                       | Akkeshi                                                               |
|     | Chanai           | 茶内駅                   | 375,2 km             |                                                                       | Hamanaka                                                              |
|     | Hamanaka         | 浜中駅                   | 382,2 km             |                                                                       | Hamanaka                                                              |
|     | Anebetsu         | 姉別駅                   | 392,3 km             |                                                                       | Hamanaka                                                              |
|     | Attoko           | 厚床駅                   | 398,9 km             |                                                                       | Nemuro                                                                |
|     | Bettoga          | 別当賀駅                 | 414,5 km             |                                                                       | Nemuro                                                                |
|     | Ochiishi         | 落石駅                   | 424,8 km             |                                                                       | Nemuro                                                                |
|     | Konbumori        | 昆布盛駅                 | 428,8 km             |                                                                       | Nemuro                                                                |
|     | Nishiwada        | 西和田駅                 | 433,6 km             |                                                                       | Nemuro                                                                |
|     | Higashi-Nemuro   | 東根室駅                 | 442,3 km             |                                                                       | Nemuro                                                                |
|     | Nemuro           | 根室駅                   | 443,8 km             |                                                                       | Nemuro                                                                |